# 5765 Izett
5765 Izett este un asteroid din centura principală de asteroizi.

## Descriere
5765 Izett este un asteroid din centura principală de asteroizi. A fost descoperit pe 4 aprilie 1986 la Observatorul Palomar de Carolyn S. Shoemaker și Eugene M. Shoemaker. Asteroidul prezintă o orbită caracterizată de o semiaxă mare de 2,64 ua, o excentricitate de 0,27 și o înclinație de 31,3° în raport cu ecliptica.